# Den termiske mannequin
Den termiske mannequin er en dansk dokumentarfilm fra 1975 instrueret af Annelise Hovmand.

## Handling
Titel "personen" er en forsøgsmodel af det menneskelige legeme, hvad angår temperaturfølsomheden. Filmen er optaget i Laboratoriet for varmeisolering på Danmarks Tekniske Højskole.